# 太平洋擬庸鰈
太平洋擬庸鰈為輻鰭魚綱鰈形目鰈亞目鰈科的其中一種，為溫帶海水魚，分布於北太平洋區，從日本海、鄂霍次克海至美國加州中部海域，棲息深度0-1050公尺，體長可達52公分，棲息在軟底質底層水域，以貝類、甲殼類、蠕蟲等為食，生活習性不明，可做為食用魚及遊釣魚。

## 扩展阅读
維基物種上的相關：太平洋擬庸鰈